# ライフハウス
ライフハウス（Lifehouse）は、アメリカのロックバンド。カリフォルニア州マリブ出身。
2000年デビュー（日本では2001年デビュー）。デビューアルバム『No Name Face』と、そのアルバムからのファーストシングル『Hanging By A Moment』の大ヒットで知られる。
本国アメリカでは根強い人気を誇っているが、日本での知名度はあまりない。

## 略歴

### デビュー前
- 1995年、ジェイソン・ウェイド、セルジオ・アンドレイド、ジョン・パーマーの3人で、前身となるバンド、Blissを結成する。地元マリブの小学校のフライデイ・ナイト・コンサートで初ステージを行う。これ以降、同コンサートイベントに定期的に参加するようになる。
- 1998年、サポートギタリストとしてスチュアート・メイシスが加入。
- 1999年、Blissとしてのアルバム『Diff's Lucky Day』を発表。アルバムタイトルの“Diff”とはジョンの愛称である。発売の最中にバンド名をBlyssに改名する。この頃、後のプロデューサーとなるロン・アニエロと知り合い、アドバイスを受けながら楽曲制作やライブ出演を続ける。
- 1999年、ロンの友人であり元シンガーソングライターのジュード・コールにデモ音源を聴かせたことがきっかけとなり、ドリームワークスと契約。Lifehouseに改名し、デビューに向けてアルバム制作に入る。これに関してプロデュースをロンが務め、マネージャーをジュードが務めることになる。
- 2000年、Blyssから共に活動してきたジョンが脱退。
- 2000年夏、リハーサルスタジオで知り合ったリック・ウールステンハルムが加入。この時点でアルバム制作は終了段階に入っており、リックはアルバム制作には携わっていない。

### No Name Face
- 2000年10月31日、デビューアルバム『No Name Face』をリリース。クレジットには既に脱退したジョンがDiff名義で記載されている。リックは発売当時正式メンバーであったが、クレジットは記載されていない。
- 2001年6月5日、アルバムから1stシングル『Hanging By A Moment』をシングルカット。ビルボードのモダンロックトラックスチャートにおいて最高位1位を記録。さらに同曲は年間ラジオ･エアプレイ回数において1位を記録する大ヒットとなり、ブレイク。この影響を受けて、アルバムはビルボード200チャートで最高位6位を記録し、全米で300万枚以上のセールスを記録する。
- 2001年7月18日、日本でアルバム『No Name Face』とシングル『Hanging By A Moment』を同時リリース。

### Stanley Climbfall
- 2002年9月11日、日本で2ndアルバム『Stanley Climbfall』を先行リリース。
- 2002年9月17日、アルバム『Stanley Climbfall』をリリース。ビルボード200チャートで最高位7位を記録する。また、アルバムリリース後のツアーにてスチュアートが脱退。交代として、リックの弟で当時ザ・コーリングのギタリストとして活動していたショーン・ウールステンハルムが加入。
- 2002年10月17日・18日、初来日公演を大阪と東京で行う。
- 2003年、活動を休止し、楽曲制作や個人の活動に重点を置く。
- 2004年4月、音楽の方向性の違いにより、セルジオとショーンが脱退。
- 2004年夏、ベーシスト不在のまま3rdアルバムに向けての制作に入る。これまでプロデュースを行ってきたロンのもとを離れ、新たにジョン・アレイジアをプロデューサーとして迎える。
- 2004年11月、ブライス・ソダーバーグが加入。

### Lifehouse
- 2005年3月22日、3rdアルバム『Lifehouse』をリリース。これまでのロック重視からメロディー重視へと作風が大きく変化する。
- 2005年4月21日、日本でアルバム『Lifehouse』をリリース。
- 2005年7月26日、iTunes Storeにて「You And Me (Extended Wedding Song Version)」を配信開始。
- 2005年11月22日、これまでの楽曲のプロモーションビデオやライブ映像等を収めたDVD『Everything』をリリース。

### Who We Are
- 2007年6月19日、4thアルバム『Who We Are』をリリース。
- 2007年11月7日、日本でアルバム『Who We Are』をリリース。

### Smoke & Mirrors
- 2010年、5thアルバム『Smoke & Mirrors』をリリース。

### Almería
- 2012年、6thアルバム『Almería』をリリース。[1]
- 2013年7月24日、Facebookにてバンドの活動休止を発表。[2][3]
- 2014年5月、同年11月に発売されたシングル「Flight」制作のため活動を再開。[4]

### Out Of The Wasteland
- 2015年、7thアルバム『Out Of The Wasteland』をリリース。[5]

## メンバー
- ジェイソン・ウェイド（英: Jason Wade） - ボーカル・ギター担当

1980年7月5日生
本名：Jason Michael Wade
特技は空手で黒帯を取得している。
幼少の頃より親の仕事の都合で世界各国を渡る。その両親は12歳の頃離婚し、母親に引き取られる。この両親の離婚が作詞のテーマにも大いに影響している。
2001年1月20日、20歳のときに結婚している。
- リック・ウールステンハルム（英: Rick Woolstenhulme, Jr.） - ドラム担当

1979年9月20日生
本名：Rick (or "Ricky") Richard Robert Woolstenhulme, Jr.
ジェイソンからは“バンドの道化師”と称される。
幼少の頃よりレッスンを受け、わずか9歳でミュージシャンとして活動する。ロサンゼルス･ミュージック･アカデミーに弟のショーンと共に在学していた。
- ブライス・ソダーバーグ（英: Bryce Soderberg） - ベース担当

1980年4月10日生
本名：Bryce Dane Soderberg
元AM Radioというロックバンドのベーシストとして活動していた。

### 元メンバー
- ジョン・パーマー（John Palmer） - ドラム担当（－2000年）

Bliss（Blyss）期からデビュー前まで在籍。Diffとしてアルバム『No Name Face』の制作に携わる。
- スチュアート・メイシス（Stuart Mathis） - ギター担当（2000年－2002年）

サポートメンバーとしてデビュー前から2002年のツアー時まで在籍。
- セルジオ・アンドレイド（Sergio Andrade） - ベース担当（－2004年4月）

1977年10月17日生
本名：Sergio Miguel Andrade
音楽環境に恵まれていたため、ベースの他にもキーボードやドラム、さらには金管楽器や木管楽器も使いこなすことができる。
出身はグァテマラで、親の仕事の都合で14歳のときにロサンゼルスに移住する。
Bliss（Blyss）期から活動休止中2004年まで在籍。
- ショーン・ウールステンハルム（Sean Woolstenhulme） - ギター担当（2002年－2004年4月）

1981年3月1日生
本名：Sean Robert Woolstenhulme
リックの弟。元ザ・コーリングのギタリストとして活動していた。サポートメンバーとしても、2000年のツアー時にも数回参加している。
兄のリックと共にロサンゼルス・ミュージック・アカデミーに在学し、音楽のスキルを身につける。
2002年のツアー時から活動休止中2004年まで在籍。
- ベン・ケイリー（Ben Carey） - ギター担当（2009年4月－2014年12月）

メンバー加入以前の2004年からツアーに帯同していた。

## ディスコグラフィー

### アルバム
| 年                                        | タイトル             | アルバム詳細                                                                                             | チャート最高位 | チャート最高位 | チャート最高位 | チャート最高位 | チャート最高位 | チャート最高位 | チャート最高位 | チャート最高位 | チャート最高位 | チャート最高位 | 認定                              |
| 年                                        | タイトル             | アルバム詳細                                                                                             | US             | AUS            | AUT            | CAN            | FRA            | GER            | JPN            | NLD            | NZ             | SWE            | 認定                              |
| ----------------------------------------- | -------------------- | --- | -------------- | -------------- | -------------- | -------------- | -------------- | -------------- | -------------- | -------------- | -------------- | -------------- | --------------------------------- |
| 2000                                      | No Name Face         | - 発売日: 2000年10月30日 - レーベル: DreamWorks - フォーマット: CD, cassette - 全米売上: 267万枚         | 6              | 10             | —              | 4              | —              | 55             | 50             | 20             | 7              | —              | - US: 2× プラチナ - CAN: プラチナ |
| 2002                                      | Stanley Climbfall    | - 発売日: 2002年9月17日 - レーベル: DreamWorks - フォーマット: CD, cassette - 全米売上: 41.1万枚         | 7              | 39             | —              | 9              | —              | 65             | 44             | 79             | 25             | 47             |                                   |
| 2005                                      | Lifehouse            | - 発売日: 2005年3月22日 - レーベル: Geffen - フォーマット: CD, digital download - 全米売上: 96万枚       | 10             | 95             | —              | —              | 163            | —              | 143            | —              | —              | —              | - US: ゴールド                    |
| 2007                                      | Who We Are           | - 発売日: 2007年6月18日 - レーベル: Geffen - フォーマット: CD, digital download - 全米売上: 61.4万枚     | 14             | —              | —              | —              | —              | —              | 185            | —              | —              | —              | - US: ゴールド                    |
| 2010                                      | Smoke & Mirrors      | - 発売日: 2010年3月2日 - レーベル: Geffen - フォーマット: CD, digital download - 全米売上: 5.4万枚       | 6              | 75             | 44             | 15             | —              | 38             | —              | 40             | 40             | —              |                                   |
| 2012                                      | Almería              | - 発売日: 2012年12月11日 - レーベル: Geffen - フォーマット: CD, LP, digital download - 全米売上: 6.9万枚 | 55             | —              | —              | —              | —              | —              | —              | —              | —              | —              |                                   |
| 2015                                      | Out of the Wasteland | - 発売日: 2015年5月26日 - レーベル: Ironworks - フォーマット: CD, LP, digital download                   | 26             | 96             | —              | —              | —              | 95             | —              | 82             | —              | —              |                                   |
| "—"は未発売またはチャート圏外を意味する。 |                      | |                |                |                |                |                |                |                |                |                |                |                                   |